# Tarzan 2.
A Tarzan 2. (eredeti cím: Tarzan II) 2005-ben megjelent amerikai 2D-s számítógépes animációs film, amely az 1999-ben bemutatott Tarzan című rajzfilm folytatása.. Az animációs játékfilm rendezője Brian Smith, a producerei Carolyn Bates, Jim Kammerud és Leslie Hough. A forgatókönyvet Bob Tzudiker, Noni White, Jim Kammerud és Brad Smith írta, a zenéjét Phil Collins és Mark Mancina szerezte. A videofilm a Walt Disney Pictures és a DisneyToon Studios gyártásában készült, a Walt Disney Home Entertainment forgalmazásában jelent meg. Műfaja kalandos filmvígjáték.
Amerikában 2005. június 14-én, Magyarországon 2005. augusztus 16-án adták ki DVD-n és VHS-en.

## Szereplők
| Szereplő    | Eredeti hang      | Magyar hang         | Leírás                                          |
| ----------- | ----------------- | ------------------- | ----------------------------------------------- |
| Tarzan      | Harrison Chad     | Morvay Gábor        | A gyerekkorú majomember.                        |
| Zugor       | George Carlin     | Papp János          | Az öreg remete majom, aki a Sötét hegyen lakik. |
| Terk        | Brenda Grate      | Kocsis Mariann      | A gyerekkorú kis gorilla lány.                  |
| Tantor      | Harrison Fahn     | Czető Ádám          | A gyerekkorú kis elefánt.                       |
| Kala        | Glenn Close       | Menszátor Magdolna  | Gorilla anyuka, Tarzan nevelőanyja.             |
| Kerchak     | Lance Henriksen   | Vass Gábor          | A gorillák vezére, Kala férje.                  |
| Mama Gunda  | Estelle Harris    | Pásztor Erzsi       | Kago és Uto anyja.                              |
| Kago        | Ron Perlman       | Faragó András       | A heves kék gorilla fiútestvér.                 |
| Uto         | Brad Garrett      | Barabás Kiss Zoltán | A buta barna gorilla fiútestvér.                |
| Tonka       | Connor Hutcherson | N/A                 |                                                 |
| Tonka anyja | N/A               | Ősi Ildikó          |                                                 |

## Betétdalok
| Magyar                      | Magyar                | Angol        | Angol        |
| Dal                         | Előadó                | Dal          | Előadó       |
| --------------------------- | --------------------- | ------------ | ------------ |
| Ember szült                 | Varga Miklós (énekes) | Son of Man   | Phil Collins |
| Bár tudnám hova is tartozom | Varga Miklós (énekes) | Leaving Home | Phil Collins |
| Mondják meg                 | Varga Miklós (énekes) | Who Am I?    | Phil Collins |